# Chery eQ5
La Chery eQ5 (chinois : 奇瑞 大蚂蚁 ; pinyin : Qíruì Dàmǎyǐ) est un crossover électrique et compact de Chery.
Le nom chinois Ant (蚂蚁) est pour créer une famille de véhicules électriques sur le thème des fourmis (ant en anglais) au sein de la gamme des produits NEV de Chery. La société a déjà une voiture de ville électrique dans sa gamme des produits, appelée Little Ant (小 蚂蚁) en chinois ou Chery eQ1, et a lancé la Chery Ant Concept en 2013.

## Histoire

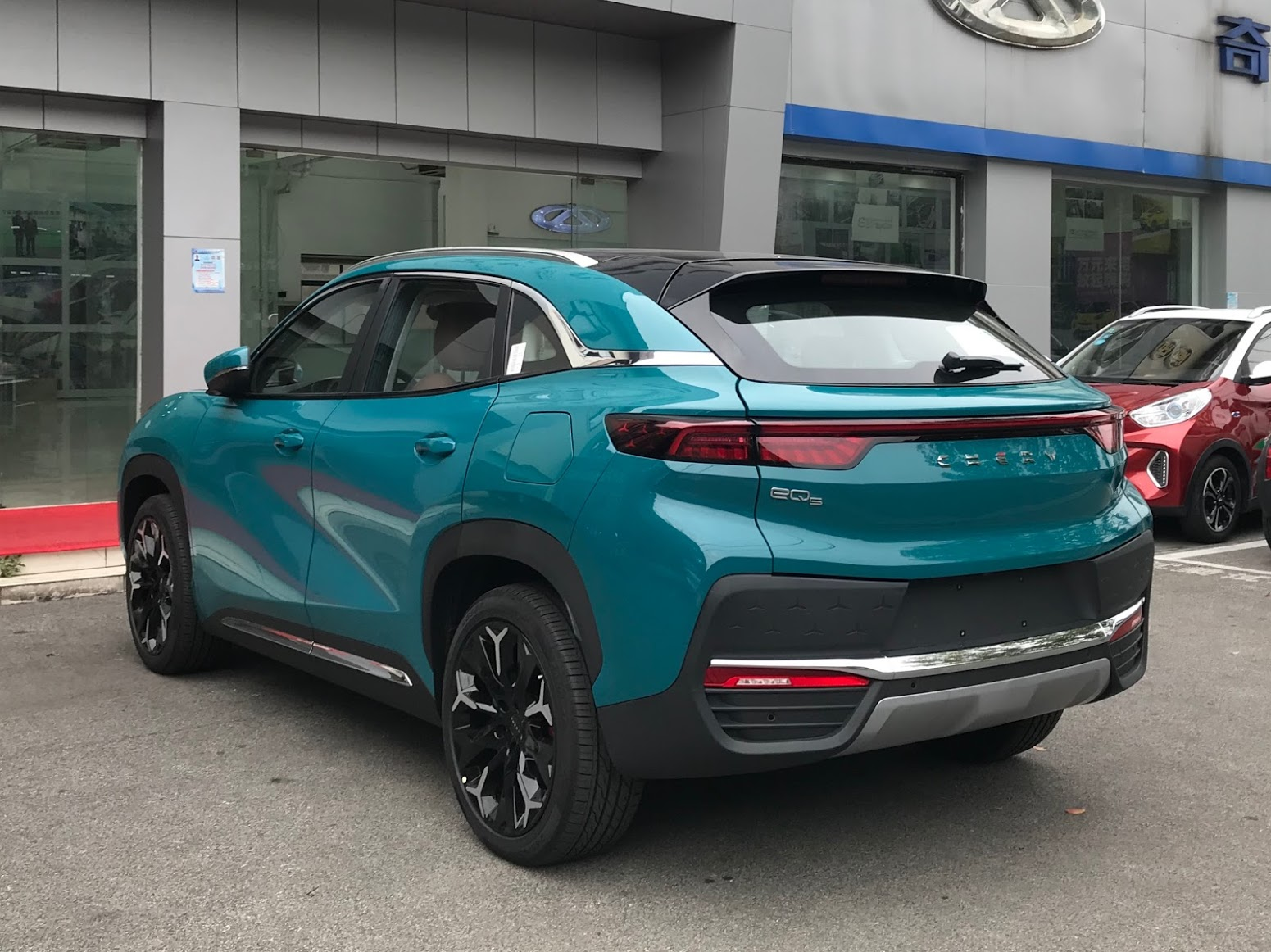
Chery eQ5 arrière

En août 2019, les responsables de Chery NEV ont déclaré que la société développait une plate-forme entièrement en aluminium pour les modèles de véhicules électriques purs et construirait des modèles électriques d'ici 2020, notamment les S81, S61 et S57. Les trois modèles mentionnés seraient principalement des coupés et des SUV et seraient capables d'êtres équiper d'un système de traction intégrale électrique. En outre, Chery a révélé que le modèle construit sur la plate-forme tout en aluminium pour les modèles électrique pur coopérera avec des entreprises technologiques chinoises et devrait fournir une reconnaissance faciale, ADAS et 5G-V2X. En décembre 2019, la nouvelle d'un SUV multisegment électrique de Chery nommé S61 a été mise en ligne. Le S61 électrique fait ses débuts dans un nouveau langage de conception de style extérieur et est basé sur une nouvelle plate-forme tout en aluminium pour les modèles entièrement électrique. La version de production du modèle S61 devait être lancée à la mi-2020. Chery a dévoilé l'eQ5 en août 2020, le crossover électrique étant en vente à la fin du mois d'août.

## Détails techniques
Le Chery eQ5 est construit sur la nouvelle plate-forme haute résistance LFS en alliage d’aluminium et de magnésium pour véhicule intelligent de Chery, qui ne représente que 60% du poids d’une plate-forme de véhicule classique. La plate-forme en alliage aluminium-magnésium à haute résistance LFS pour véhicule intelligent a 93% du cadre de carrosserie en alliage aluminium-magnésium, et le poids du cadre de la plate-forme n'est que de 94,4 kg ou 60% du poids de la structure des véhicules qui utilisent des plates-formes conventionnelles.
Trois variantes de propulsion arrière, y compris des variantes à faible rendement, à rendement standard et à haut rendement, ont été prévues au lancement avec un seul moteur électrique monté à l'arrière. Le moteur de la variante à faible rendement délivrerait 163 ch (120 kW) et 250 N m de couple. Le moteur de la variante à rendement standard est réglé pour produire 181 ch (133 kW) et 280 N m de couple. Le moteur de la variante à haut rendement est réglé pour produire 150 kW (204 ch) et 295 N m de couple.
Les variantes à faible rendement et à rendement standard du Chery eQ5 utilisent une batterie au lithium-ion de 70,1 kWh ne pesant que 456 kg et à une portée nominale de 510 km, tandis que les variantes à haut rendement utilisent une batterie au lithium-ion de 88 kWh atteignant 620 km.

### Technologies intérieures

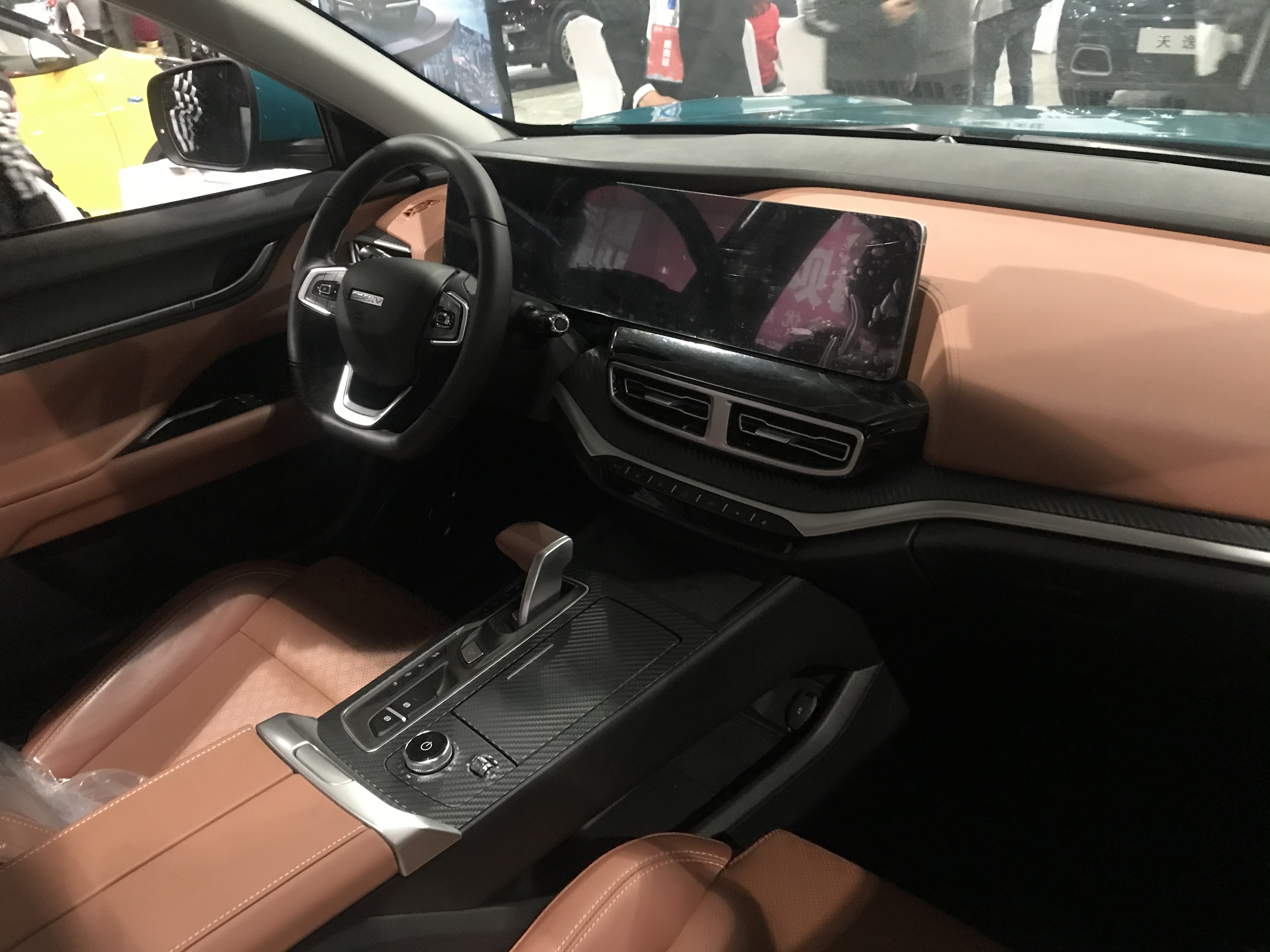
Chery eQ5 intérieur

L'intérieur du Chery eQ5 dispose d'un tableau de bord entièrement numérique et d'un écran d'infodivertissement central, avec des caractéristiques intérieures telles que deux écrans de 31 cm comme tableau de bord virtuel et système d'infodivertissement à écran tactile, prise de courant 220 volts, chargeur rapide sans fil Qi, reconnaissance faciale, système de gestion de la qualité de l'air, filtre à air standard CN95, sièges électriques, toit ouvrant panoramique noir, etc. Selon les rapports des médias chinois, la liste des fonctionnalités du système d'infodivertissement comprend le système de reconnaissance vocale par intelligence artificielle, l'interaction multi-écran, les mises à jour logicielles en direct, le système avancé d'assistance à la conduite et la 5G-V2X.
On dit que le Chery eQ5 est le premier véhicule au monde à utiliser des techniques embarquées telles que le système d’infodivertissement HarmonyOS de Huawei. Les caractéristiques de l'eQ5 comprennent un système autonome de niveau 2 assisté par 20 capteurs, un régulateur de vitesse adaptatif, une aide au stationnement, une prévention des collisions frontales, une surveillance des angles morts et un contrôle de changement de voie.